# حسن‌بیلی
حَسَن‌بــِیلی (به ترکی: Hasanbeyli) یکی از شهرستان‌های استان عثمانیه ترکیه است.
این شهرستان در کرانه‌های مدیترانه واقع شده‌است.